# 何節
何節（16世紀—17世紀），字次達，號雁里，四川成都府漢州人，明朝政治人物。同进士出身。

## 生平
八月十八日生，治诗经。萬曆十三年（1585年）乙酉科四川鄉試第四十七名舉人，二十三年（1595年）乙未科會試第一百四十五名，廷試三甲第四十九名进士，刑部觀政，本年六月授直隶常熟县知县，丁母憂，二十八年補授浙江乌程县知县，调山东掖县，擢南京礼部主事，歴官湖廣長沙府知府，惠政多端，备载楚名宦志。事继母至孝，言行不苟，乡里推重，卒祀乡贤。

## 家族
曾祖何珠。祖何貴，驿丞。父何其瑞。母唐氏，年二十守志，撫子何節登进士，建坊旌表。永感下。娶岳氏。子慶延、慶長、慶裕、慶餘。